# Edward H. Griffith
Pour les articles homonymes, voir Griffith.
Edward H. Griffith (né le 23 août 1894 à Lynchburg, Virginie, et mort le 3 mars 1975 à South Laguna, Californie) est un acteur, réalisateur, scénariste et producteur de cinéma américain.

## Biographie
D'abord journaliste, Edward H. Griffith débute au cinéma comme acteur et scénariste pour la firme Edison & Co, avant de passer, dès 1917, à la réalisation.

## Filmographie

### Comme scénariste
- 1916 : The Resurrection of Dan Packard
- 1919 : The End of the Road
- 1919 : Fit to Win
- 1922 : Sea Raiders
- 1927 : Alias the Lone Wolf
- 1928 : The Shady Lady
- 1932 : The Animal Kingdom

### Comme réalisateur
- 1917 : Barnaby Lee
- 1917 : The Law of the North
- 1917 : The Boy Who Cried Wolf, or The Story of a Boy Scout
- 1917 : The Star Spangled Banner
- 1917 : Billy and the Big Stick
- 1917 : One Touch of Nature
- 1917 : Your Obedient Servant
- 1917 : The Awakening of Ruth
- 1919 : The End of the Road
- 1919 : Fit to Win
- 1920 : A Philistine in Bohemia
- 1920 : Thimble, Thimble
- 1920 : The Garter Girl
- 1920 : Babs
- 1920 : The Vice of Fools
- 1921 : Black Beauty
- 1921 : Scrambled Wives
- 1921 : If Women Only Knew
- 1921 : The Land of Hope
- 1921 : Dawn of the East
- 1922 : Free Air
- 1922 : Sea Raiders
- 1923 : The Go-Getter
- 1923 : Unseeing Eyes
- 1924 : Another Scandal
- 1924 : Week End Husbands
- 1925 : Bad Company
- 1925 : Voulez-vous m'épouser ? (Headlines)
- 1926 : White Mice
- 1926 : Atta Boy
- 1927 : The Price of Honor
- 1927 : Afraid to Love
- 1927 : Alias the Lone Wolf
- 1927 : The Opening Night
- 1928 : Hold 'Em Yale
- 1928 : Captain Swagger
- 1928 : Love Over Night
- 1928 : The Shady Lady
- 1929 : Paris Bound
- 1929 : Rich People
- 1930 : Holiday
- 1931 : Beyond Victory
- 1931 : Rebound
- 1932 : Lady with a Past
- 1932 : The Animal Kingdom
- 1933 : Another Language
- 1935 : Biography of a Bachelor Girl
- 1935 : La Femme de sa vie (No more ladies)
- 1936 : Épreuves (Next Time We Love)
- 1936 : Quatre Femmes à la recherche du bonheur (Ladies in Love)
- 1937 : Café métropole (Café Metropole)
- 1937 : I'll Take Romance
- 1939 : Femme du monde (Cafe Society)
- 1939 : Lune de miel à Bali (Honeymoon in Bali)
- 1940 : Safari
- 1941 : Virginia
- 1941 : Une nuit à Lisbonne (One Night in Lisbon)
- 1941 : Sous le ciel de Polynésie (Bahama Passage)
- 1943 : Young and Willing
- 1943 : L'Aventure inoubliable (The Sky's the Limit)
- 1946 : Vacances tragiques (Perilous Holiday)

### Comme producteur
- 1935 : Biography of a Bachelor Girl
- 1935 : La Femme de sa vie (No more ladies)
- 1941 : Virginia
- 1941 : One Night in Lisbon
- 1941 : Sous le ciel de Polynésie (Bahama Passage)
- 1943 : Young and Willing